# Episodi di Silicon Valley (prima stagione)
La prima stagione della serie televisiva Silicon Valley, composta da 8 episodi, è stata trasmessa negli Stati Uniti dal 6 aprile al 1º giugno 2014 sul canale via cavo HBO.
In Italia la stagione è andata in onda in prima visione sul canale satellitare Sky Atlantic dal 7 novembre al 26 dicembre 2014.
| nº | Titolo                        | Prima TV USA   | Prima TV Italia  |
| -- | ----------------------------- | -------------- | ---------------- |
| 1  | Minimum Viable Product        | 6 aprile 2014  | 7 novembre 2014  |
| 2  | The Cap Table                 | 13 aprile 2014 | 14 novembre 2014 |
| 3  | Articles of Incorporation     | 20 aprile 2014 | 21 novembre 2014 |
| 4  | Fiduciary Duties              | 27 aprile 2014 | 28 novembre 2014 |
| 5  | Signaling Risk                | 4 maggio 2014  | 5 dicembre 2014  |
| 6  | Third Party Insourcing        | 11 maggio 2014 | 12 dicembre 2014 |
| 7  | Proof of Concept              | 18 maggio 2014 | 19 dicembre 2014 |
| 8  | Optimal Tip-to-Tip Efficiency | 1º giugno 2014 | 26 dicembre 2014 |

## Minimum Viable Product
- Diretto da: Mike Judge
- Scritto da: Mike Judge, John Altschuler e Dave Krinskey

### Trama
Richard è un programmatore di basso livello della Hooli e spesso viene preso in giro dai suoi colleghi che hanno più successo di lui, inoltre vive in un incubatore gestito da Erlich Bachman, in cui lavorano anche Dinesh Chugtai, Bertram Gilfoyle e Nelson Bighetti (soprannominato Big Head). Tuttavia le cose cambiano improvvisamente quando si scopre che dietro al software su cui sta lavorando si nasconde il migliore algoritmo di compressione per files che ci sia al mondo. Invece di cedere tutti i suoi diritti vendendo il programma a Gavin Belson per $10˙000˙000, Richard decide di accettare l'offerta di Peter Gregory (anche grazie ai consigli della sua assistente Monica) che gli consentirà di guadagnare $200˙000 cedendo solo il 5% della società.

## The Cap Table
- Diretto da: Mike Judge
- Scritto da: Carson Mell

### Trama
Richard è sotto stress a causa dell'enorme quantità di lavoro per mettere su un'azienda e alla sua incompetenza in campo economico. Proprio per questo assumerà Jared Dunn, ex assistente personale di Belson, per dargli una mano come consulente. Jared è rimasto stupito del coraggio che Richard ha mostrato nel rifiutare i soldi di Gavin per poi completare da solo il suo algoritmo. Jared inizia col preparare un business plan del Pied Piper e, dopo aver valutato il team, fa pressioni affinché Big Head venga licenziato; anche gli altri sono dello stesso avviso dato che il ragazzo è praticamente inutile per il progetto. Richard non se la sente perché è un suo amico, quindi decide di farlo entrare nel progetto dandogli una quota azionaria, ma Big Head stupisce Richard dicendogli che Gavin gli ha offerto un lavoro, quindi non ha più bisogno di lavorare con Richard. Alla fine Big Head telefona a Richard dicendogli di stare in guardia perché Gavin ha avviato un progetto partendo da una versione alpha di Pied Piper e conta di batterlo sul tempo..

## Articles of incorporation
- Diretto da: Tricia Brock
- Scritto da: Matteo Borghese e Rob Turbovsky

### Trama
Richard e Jared scoprono che il nome Pied Piper è già di proprietà di un'impresa di irrigazione. Mentre il resto del team cerca di trovare un nuovo nome per il software perché ritiene che Pied Piper non sia un nome adatto, Richard tenta di negoziare con la compagnia per farsi vendere il marchio. Alla fine riuscirà ad imporsi sul proprietario ed ottenere un accordo per 1000 dollari.

## Fiduciary Duties
- Diretto da: Maggie Carey
- Scritto da: Ron Weiner

### Trama
Peter assegna Ron, un avvocato, alla Pied Piper e il legale si fa scappare per caso che il progetto di Richard è solo uno degli otto programmi di compressione su cui Peter sta puntando, gettando nel panico Richard. Richard e i suoi amici prendono parte a un toga party di Peter, Richard si ubriaca e fa sì che Elrich ottenga un posto nel consiglio dirigenziale della Pied Piper. Inizialmente Richard non è d'accordo, ma vedendo che in fondo Elrich è una buona risorsa, decide di tenerlo nel consiglio.

## Signaling Risk
- Diretto da: Alec Berg
- Scritto da: Jessica Gao

### Trama
Elrich ingaggia Chuy, un ex detenuto e artista di strada, per creare un logo per la Pied Piper e ridipingere il garage, ma Chuy crea una rappresentazione un po' troppo esplicita per i gusti di Dinesh. Intanto il team è impegnato in una competizione organizzata dalla TechCrunch per tutte le attività nascenti, con in palio 50˙000 dollari come premio per i vincitori, a cui Richard si era iscritto senza il permesso di Peter Gregory. Per colpa della sua noncuranza, rischieranno di perdere l'esclusiva del prodotto in quanto alla stessa manifestazione verrà presentata la versione-copia chiamata Nucleus di Pied Piper prodotta da Gavin Belson. Monica cerca di far capire a Richard che, se Pied Piper sarà un fallimento, Peter lascerà Richard indietro rovinando la sua carriera, Richard non capisce perché dunque Peter abbia speso tempo ed energie su di lui, quindi Monica confessa la verità, cioè che a Peter non interessa niente di Pied Piper e che ha finanziato il suo progetto soltanto per fare dispetto a Gavin, dato che era interessato al lavoro di Richard. Quest'ultimo si arrabbia con Monica perché lei lo ha manipolato convincendolo a rifiutare i soldi di Gavin, pur sapendo quanto Richard rischiasse di perdere se le cose con Peter non avessero funzionato. Jared cerca di migliorare la produttività di Dinash e Gilfoyle con un metodo per velocizzare il lavoro e, nonostante le loro riserve, la strategia di Jared dà i suoi frutti. Alla fine Monica si scusa con Richard per averlo manipolato, ma gli dice pure che ha spinto il ragazzo in quella direzione perché vede in lui del grande potenziale, Richard decide di perdonarla. A fine episodio il marchio del Pied Piper è finalmente completato.

## Third Party Insourcing
- Diretto da: Alec Berg
- Scritto da: Dan O'Keefe

### Trama
Il programma Pied Piper sta per essere ultimato, ma Richard sta avendo seri problemi con il codice per il cloud, tanto che Jared, Gilfoyle, Elirch e Dinesh lo persuadono a ingaggiare Kevin Lo Scultore, un teenager che sotto l'effetto di anfetamina riesce a programmare e risolvere problemi in pochissimo tempo. Ma Kevin, lasciato solo da Richard, distrugge per intero il sito causando enormi danni alla tabella di marcia del programma. Per fortuna tutto il team riesce a risistemare Pied Piper e a ultimare i problemi avuti all'inizio. Gilfoyle ha la visita di Tara, la sua attraente fidanzata. Nel frattempo Jared Dunn si troverà imprigionato in una macchina che si guida da sola e diretto verso la nuova casa, che altro non è una immensa piattaforma sul mare di proprietà del miliardario Peter Gregory.

## Proof of Concept
- Diretto da: Mike Judge
- Scritto da: Clay Tarver

### Trama
Richard, Erlich, Jared, Gilfoyle, Dinesh e Monica giungono al TechCrunch con la speranza di vincere il premio e promuovere Pied Piper. Anche il team di Gavin Banson è iscritto alla gara con il loro nuovo algoritmo. Big Head informa Richard che una ragazza con la quale lui era uscito in passato per un paio di volte, Sherry, ha fatto girare la voce che Richard sia ossessionato da lei, cosa che è falsa. Jared si sente escluso dalla squadra e intanto, a causa di alcune coincidenze, Richard dà veramente l'impressione di essere ossessionato da Sharry. Jared finisce per arrabbiarsi con Monica accusandola di tramare alle sue spalle per allontanarlo da Richard. Sherry in seguito si scusa con Richard per aver pensato erroneamente che lui fosse ossessionato da lei, anche se la cosa è dovuta al fatto che la ragazza, ascoltando la conversazione tra Monica e Jared, pensa erroneamente che Richard sia gay. Erlich è preoccupato perché un tempo andò a letto con la moglie di uno dei giudici, Melcher. Erlich scopre che Melcher e la moglie hanno divorziato e lui si è risposato con un'altra. Elrich finisce a letto con la nuova moglie del giudice, il quale, il giorno della presentazione, aggredisce Elrich davanti ai presenti.

## Optimal Tip-to-Tip Efficiency
- Diretto da: Mike Judge
- Scritto da: Alec Berg

### Trama
Melcher è stato cacciato via dopo quello che è successo, inoltre, per paura che i legali di Pied Piper possano fare causa al TechCrunch, i giudici decidono di promuovere Richard e la sua squadra in finale passando le eliminatorie. Le cose sembrano prendere la piega giusta, ma durante le eliminatorie Gavin dà prova delle grandi capacità di compressione dati di Nucleus che non solo sono paragonabili a quelle di Pied Piper, ma è anche strutturato molto meglio. Richard e i suoi amici sono presi dal panico consci che il loro algoritmo perderà la finale contro quello di Gavin. Richard nota che Monica ha preparato le valigie, infatti Peter la vuole con sé per esaminare altri progetti. Richard comprende che la cosa è legata al fatto che Peter ha deciso di chiudere tutti i ponti con Pied Piper dato che non può competere con Nucleus. Monica si scusa con Richard per averlo convinto a rinunciare ai soldi di Gavin, comunque tende a precisare con delle allusioni che quando Peter mollerà Richard e la sua compagnia, loro due non saranno più colleghi e che dunque potrebbero uscire insieme. Richard passa la notte con i suoi amici nell'albergo, tutti si stanno preparando all'imminente sconfitta ma, grazie ai discorsi insensati dei suoi amici, Richard trova la giusta ispirazione per migliorare Pied Piper. Richard in poche ore modifica completamente l'algoritmo, cancellando il lavoro dello Scultore, Erlich e gli altri non capiscono quale sia l'intenzione di Richard, il quale durante la rappresentazione alla finale sorprende tutti affermando di aver cambiato le impostazioni della compressione dati raggiungendo un risultato nettamente maggiore di quello di Nucleus. I giudici testano le potenzialità dell'algoritmo di Richard, il quale inizialmente dava l'impressione di essere un fallimento, ma che in seguito dà i frutti sperati dimostrando di poter comprimere i dati e scaricarli senza comprometterli minimamente. Richard e i suoi amici vincono il TechCrunch sconfiggendo il Nucleus di Gavin e, oltre ai cinquantamila dollari, ottengono molte offerte da tantissimi investitori, i quali sono interessati a finanziare Pied Piper. Monica si congratula con Richard. La ragazza era lì presente, infatti non era andata da Peter, e fa notare a Richard che ora che è un uomo d'affari di successo, la pressione per lui aumenterà, come le sue responsabilità, cosa che fa agitare Richard.
- Note: l'episodio è dedicato alla memoria di Christopher Evan Welch, l'attore che nella serie interpretava il personaggio di Peter Gregory.